# كريستوف ليستراد
كريستوف ليستراد (27 أكتوبر 1969

 في بوردو) (بالفرنسية: Christophe Lestrade)‏ لاعب كرة قدم فرنسي معتزل كان يجيد اللعب في مركز الوسط المدافع .
لعب ليستراد في أندية بوردو (1985-1987) تولوز (1987-1989) غينغان (1989-1990) باريس سان جيرمان (1990-1991) شاتورو (1991-1994) نيور (1994-1997) فريجوس (1996-1998) لامبال (1998-1999) .